# Latin Research
Latin Research es una empresa encuestadora con sede en Colombia y filial en Costa Rica. La firma está constituida bajo la sociedad con responsabilidad limitada Latin Research Consultores LRC, sociedad hermanana con el Grupo Comunicación ACL Latino propietario de red de marketing del mismo nombre. La firma consiguió su fama por su protagonismo bajo la dirección del dominicano Félix Lantigua en la campaña presidencial de 2013-2014 tras anticipar con acierto preciso las elecciones primarias.

## Historia
Latin Research descolló en la prensa tras vaticinar el resultado del proceso interno de los partidos Liberación Nacional, Unidad Social Cristiana y Acción Ciudadana detalladas en El Informativo propiedad de la misma empresa.
Ha publicado numerosos estudios de mercado y encuestas en Colombia, Chile, Perú, El Salvador, Costa Rica, República Dominicana y Paraguay.